# Alta-klassen
Alta-klassen er en norsk klasse af minestrygere. De er opkaldt efter norske elve og ligner af minerydningsfartøjerne Oksøy-klassen. Der blev bygget fem fartøjer i perioden 1996-1997 på Kvaerner Mandal værftet. Alta-klassen er hypermoderne minestrygere som er langt fremme, rent teknologisk, i forhold til andre nationer i verden. Skibene er i stand til at stryge mekanisk, eller ved hjælp af ELMA-systemet: ELektroMAgnetisk strygning, som via kabler som bliver slæbt efter fartøjet, I enden af kablene er det fastsat elektroder som leder strøm ud i vandet. Strømmen skaber et magnetfelt som breder sig ned mod bunden. En computer leder strømmen i elektroderne, således at de kan simulere et fartøj. Fartøjerne kan også stryge miner ved hjælp af AGATE-systemet: Air Gun And Trancducer Equipment som består af en ”fisk” som slæbes efter fartøjet i et forstærket kabel. Fisken udsender lyde, der bliver skabt af trykkanoner samt en terfenol tranducer. Lydudbredelsen bliver styret af en computer og kan simulere alle slags fartøjer.
Fartøjerne deltager ofte i NATOs stående minerydningsstyrke, SNMCMG1. KNM Orkla blev totalt ødelagt ved en brand i 2002 og KNM Glomma blev oplagt i 1999 og sat til salg i 2009 (Glomma havde en aktiv tjenestetid på 25 dage).
Alta klassen er bygget med et katamaranskrog. To store luftkompressorer i hvert skrog skaber en luftpude mellem de to skrog, og to gummiskørter der er placeret foran og agter. Dette løfter fartøjerne højere op i vandet, hvilket giver mindre vandmodstand, en højere hastighed samt mindre påvirkning af en eventuel minesprængning da mindre af fartøjer er i vandet. Fremdriften bliver foretaget af waterjets, en i hvert skrog, som igen giver mindre akustisk signatur. Selvom fartøjerne er bygget af fiberforstærket plastic er de udstyret med et indbygget degaussing-system hvilket er med til at give fartøjerne ekstremt lav magnetisk signatur.

## Skibe i klassen
| Pennant | Navn   | Kølen lagt | Søsat | Indgået          | Udfaset | Kaldesignal |
| ------- | ------ | ---------- | ----- | ---------------- | ------- | ----------- |
| M350    | Alta   | -          | -     | 12. januar 1996  | 2009    | LBDE        |
| M351    | Otra   | -          | -     | 8. november 1996 | -       | LBDA        |
| M352    | Rauma  | -          | -     | 2. december 1996 | -       | LBDB        |
| M353    | Orkla  | -          | -     | -                | 2002    | LBDC        |
| M354    | Glomma | -          | -     | 1. juli 1997     | -       | LBGQ        |